# Bourreria rotata
Bourreria rotata är en strävbladig växtart som först beskrevs av José Mariano Mociño och Dc., och fick sitt nu gällande namn av Ivan Murray Johnston. Bourreria rotata ingår i släktet Bourreria och familjen strävbladiga växter. Inga underarter finns listade i Catalogue of Life.